# Hrybiwka (Ukraina)
Hrybiwka (ukr. Грибівка, ros. Грибовка) – wieś na Ukrainie, w obwodzie odeskim, w rejonie odeskim.
Znajduje tu się przystanek kolejowy Putejśka na linii Odessa – Arcyz.